# Bicester
Bicester is een civil parish in het bestuurlijke gebied Cherwell, in het Engelse graafschap Oxfordshire. De plaats telt 30.854 inwoners.

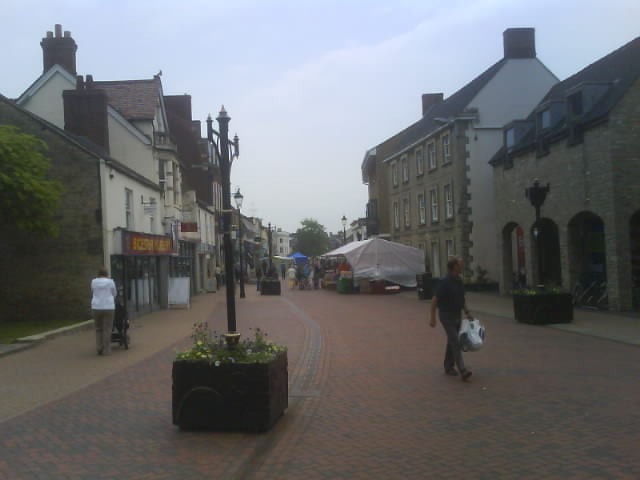
Sheep Street
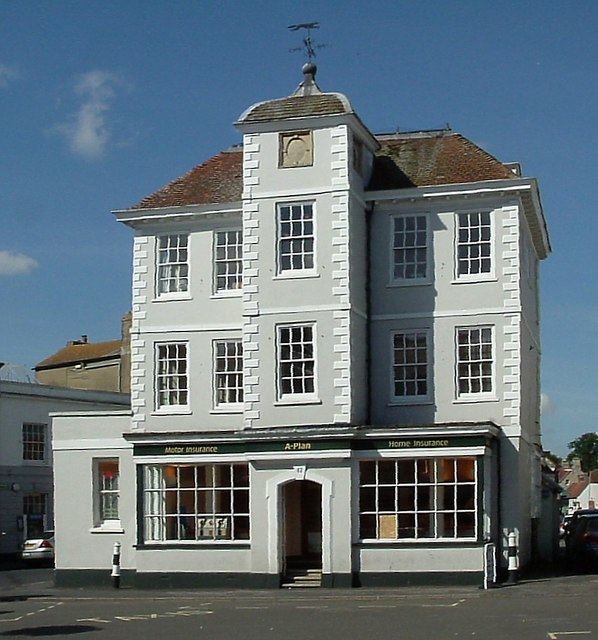
Market Square
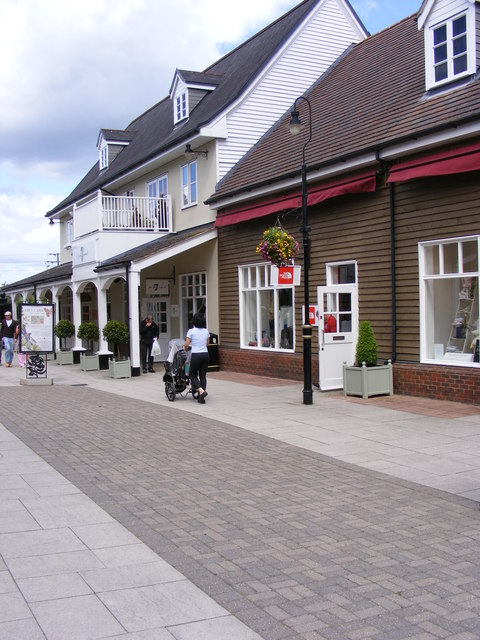
Bicester Village outlet center
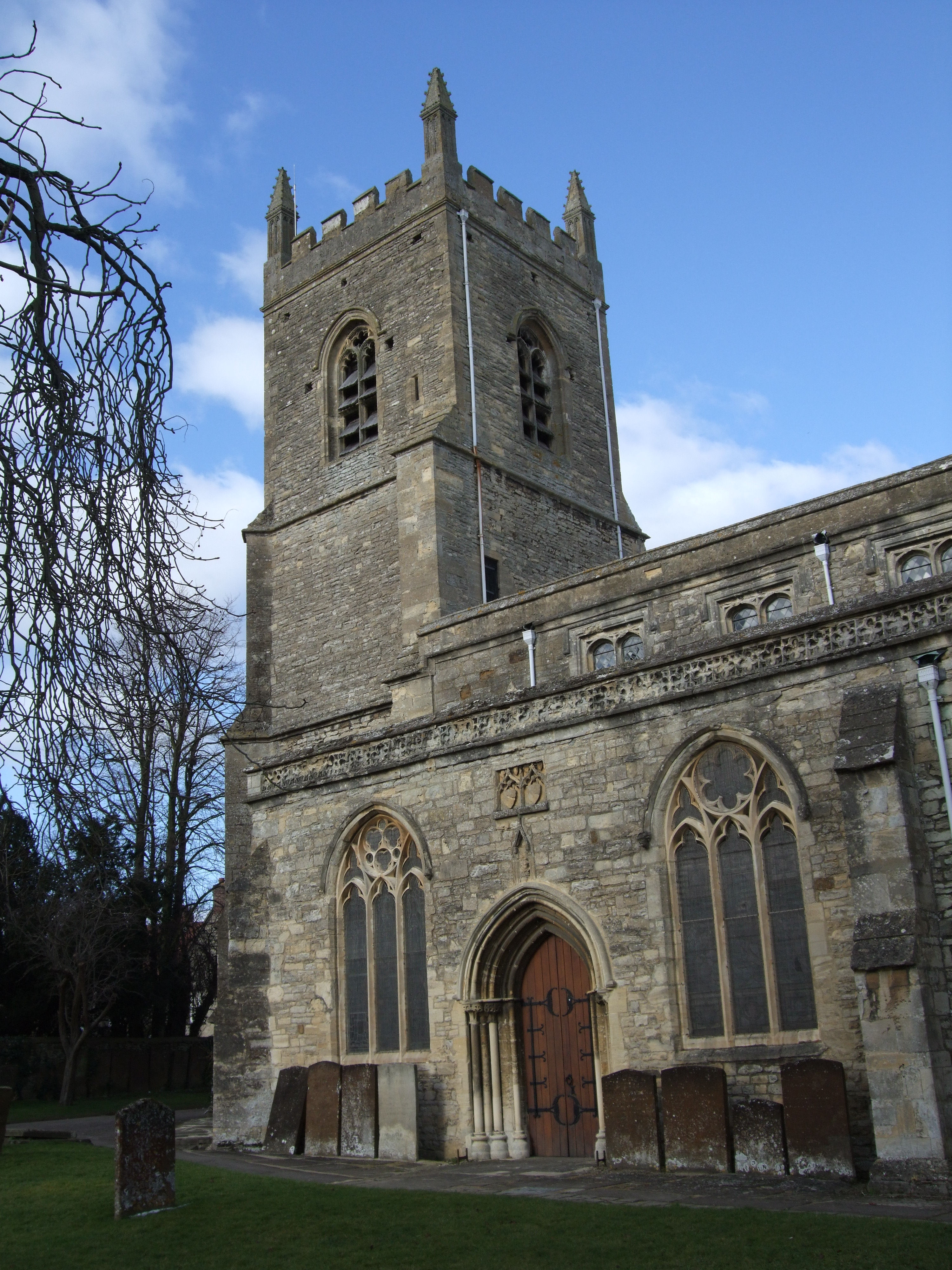
St. Edburg's Church